# Neuroblasto
Il neuroblasto è una cellula che diventerà un neurone, spesso in seguito a una fase di migrazione. I neuroblasti sono cellule post mitotiche che derivano dalle cellule staminali neurali, perdono la capacità di dividersi ulteriormente e, in condizioni normali, sono irreversibilmente sulla via per diventare neuroni.

## Nell'organismo
I neuroblasti sono principalmente presenti nell'embrione durante lo sviluppo pre-natale, ma vi sono anche popolazioni di neuroblasti coinvolte nella neurogenesi dell'adulto, caratterizzata da differenziamento e integrazione di cellule staminali neurali nel cervello. Il processo di differenziamento si svolge nel giro dentato dell'ippocampo e nella zona sottoventricolare. I neuroblasti si formano quando una staminale neurale si divide e una delle figlie diventa una cellula amplificatrice di transito (transit amplifying cell), che si può ancora differenziare in neuroni o cellule gliali. Le cellule amplificatrici di transito sono leggermente più differenziate della loro madre staminale neurale e possono dividersi asimmetricamente per produrre neuroblasti o glioblasti postmitotici, come anche altre cellule del loro stesso tipo. Un neuroblasto, dunque, è una cellula figlia di una cellula amplificatrice di transito, e inizialmente una staminale neurale che ha raggiunto il "punto di non ritorno" per la differenziazione. I neuroblasti sono oggetto di studio intensivo soprattutto per le possibili, ma ancora non verificate, applicazioni terapeutiche nel campo delle patologie nervose gravi quali la malattia di Parkinson e la malattia di Alzheimer o del danno acuto.
Negli uomini neuroblasti prodotti dalle staminali nella zona sottoventricolare migrano nelle aree danneggiate in seguito a danno cellulare, anche se è ancora in fase di studio la dinamica di riparazione del danno funzionale complesso.
Le caratteristiche e lo sviluppo dei neuroblasti in Drosophila melanogaster è stato intensivamente studiato da Chris Doe, Corey Goodman e Mike Bate.